# Автомагистрали Дании
Длина сети автомагистралей Дании превышает 1000 км. Автомагистрали организованы в систему, напоминающую букву Н, где вертикальными линиями являются дороги с севера на юг между Ольборгом и датско-германской границей и между Хельсингёром и островами Фальстер и Лолланн, а горизонтальной — автострада через остров Фюн. Строительство этой системы было закончено в 1998 году с постройкой моста Большой Бельт.

## Автомагистрали

### Европейские маршруты
- E 20 Эсбьерг — Эресуннский мост
- E 39 Хиртсхальс — Нёрресуннбю
- E 45 Фредериксхавн — Падборг
- E 47 Хельсингёр — Рёдбю
- E 55 Хельсингёр — Эскильдструп

### Национальные маршруты
- Оденсе — Свеннборг
- Скёдструп — Хернинг
- Хёйе Гладсаксе — Аллерёд
- Бранне — Хернинг
- Бернсторффсвай — Хёрсхольм
- Видовре — Хольбек
- Баллеруп — Исхёй

| Название                    | Номер                       | Маршрут                                                                               | Длина                       | Схема                       | Примечания                                       |
| Автомагистрали на Ютландии: | Автомагистрали на Ютландии: | Автомагистрали на Ютландии:                                                           | Автомагистрали на Ютландии: | Автомагистрали на Ютландии: | Автомагистрали на Ютландии:                      |
| --------------------------- | --------------------------- | ------------------------------------------------------------------------------------- | --------------------------- | --------------------------- | ------------------------------------------------ |
| Frederikshavnmotorvejen     | E 45                        | Ольборг — Фредериксхавн Развязка «Vendsyssel» — Фредериксхавн                         | 51 км                       |                             |                                                  |
| Hirtshalsmotorvejen         | E 39                        | Ольборг — Хиртсхальс Развязка «Vendsyssel» — Хиртсхальс                               | 57 км                       |                             |                                                  |
| Nordjyske Motorvej          | E 45                        | Орхус — Ольборг Развязка «Århus Nord» — Развязка «Vendsyssel»                         | 114 км                      |                             |                                                  |
| Århus Syd Motorvejen        | 501                         | E 45 — Орхус Развязка «Århus Syd» — Viby J                                            | 9 км                        |                             |                                                  |
| Østjyske Motorvej           | E 45                        | Мост через Малый Бельт — Орхус Мост через Малый Бельт — Развязка «Århus Nord»         | 99 км                       |                             |                                                  |
| Messemotorvejen             |                             | Хернинг Развязка «Herning Syd» — Съезд «Herning V»                                    | 5 км                        |                             |                                                  |
| Herningmotorvejen           |                             | Орхус — Хернинг Развязка «Århus Vest» — Развязка «Herning»                            | 36 км                       |                             | Строительство завершится к 2016 году             |
| Djurslandmotorvejen         |                             | E 45 — Аэропорт Орхуса Развязка «Århus Nord» — Съезд «Løgten»                         | 17 км                       |                             |                                                  |
| Midtjyske Motorvej          |                             | Вайле — Хернинг Съезд «Vejle N» — Съезд «Herning N»                                   | 31 км                       |                             | Строительство завершится к 2014 году             |
| Esbjergmotorvejen           | E 20                        | Кольдинг — Эсбьерг Развязка «Kolding Vest» — Съезд «Esbjerg S»                        | 66 км                       |                             |                                                  |
| Taulovmotorvejen            | E 20                        | Фредерисия — Кольдинг Развязка «Fredericia» — Развязка «Kolding»                      | 9 км                        |                             |                                                  |
| Sønderjyske Motorvej        | E 45                        | Кольдинг — Граница с Германией у Падборга Развязка «Skærup» — Frøslev                 | 97 км                       |                             |                                                  |
| Sønderborgmotorvejen        |                             | E 45 — Сённерборг Развязка «Kliplev» — Сённерборг                                     | 26 км                       |                             |                                                  |
| Автомагистрали на Фюне:     |                             |                                                                                       |                             |                             |                                                  |
| Fynske Motorvej             | E 20                        | Мост через Малый Бельт — Мост Большой Бельт Lillebæltsbroen — Storebæltsbroen         | 77 км                       |                             |                                                  |
| Svendborgmotorvejen         |                             | Оденсе — Свеннборг Развязка «Odense» — Свеннборг                                      | 35 км                       |                             |                                                  |
| Автомагистрали на Зеландии: |                             |                                                                                       |                             |                             |                                                  |
| Helsingørmotorvejen         | E 47 / E 55 /               | Копенгаген — Хельсингёр Østerbro — Хельсингёр                                         | 36 км                       |                             |                                                  |
| Hillerødmotorvejen          |                             | Копенгаген — Лиллерёд Utterslev Mose — Høbjerg                                        | 19 км                       |                             |                                                  |
| Lyngbymotorvejen            | 201                         | Копенгаген — Вирум Развязка «Kgs. Lyngby» — Virum                                     | 5 км                        |                             |                                                  |
| Motorring 3                 | E 47 / E 55                 | Окружная дорога Копенгагена Развязка «Avedøre» — Развязка «Kgs. Lyngby»               | 19 км                       |                             |                                                  |
| Frederikssundmotorvejen     |                             | E 47 / E 55 — Фредерикссунн Развязка «Rødovre» — Фредерикссунн                        | 3 км                        |                             | Планируется                                      |
| Motorring 4                 |                             | E 20 / E 47 / E 55 — Баллеруп Развязка «Ishøj» — Баллеруп                             | 15 км                       |                             |                                                  |
| Holbækmotorvejen            |                             | Копенгаген — Хольбек Vigerslev — Хольбек                                              | 62 км                       |                             |                                                  |
| Kalundborgmotorvejen        |                             | Elverdam - Regstrup                                                                   |                             |                             | Первый этап строительства завершится к 2013 году |
| Øresundsmotorvejen          | E 20                        | Копенгаген — Эресуннский мост Съезд «København C» — Эресуннский мост                  | 9 км                        |                             |                                                  |
| Amagermotorvejen            | E 20                        | Остров Зеландия — Остров Амагер (Копенгаген) Развязка «Avedøre» — Съезд «København C» | 9 км                        |                             |                                                  |
| Køge Bugt Motorvejen        | E 20 / E 47 / E 55          | Копенгаген — Кёге Развязка «Avedøre» — Развязка «Køge Vest»                           | 26 км                       |                             |                                                  |
| Vestmotorvejen              | E 20                        | Кёге — Мост Большой Бельт Развязка «Køge Vest» — Мост Большой Бельт                   | 71 км                       |                             |                                                  |
| Sydmotorvejen               | E 47 / E 55                 | Кёге — Паромная переправа в Рёдбюхавн Развязка «Køge Vest» — Rødbyhavn                | 121 км                      |                             |                                                  |

Второстепенные дороги в Дании являются одними из лучших в мире и, в основном, не очень загружены. Даже самые незначительные дороги обычно асфальтированы, а система дорожных знаков и указателей позволяют легко найти пункт назначения. Проезд с прицепными автодомами разрешён практически повсеместно. Все автомагистрали в Дании бесплатные, за исключением моста Большой Бельт и Эресуннского моста.